# ヨヴィータ (小惑星)
ヨヴィータ (921 Jovita) は小惑星帯に位置する小惑星である。ハイデルベルクのケーニッヒシュトゥール天文台でカール・ラインムートによって発見された。
ハドリアヌス時代に殉教し、2月15日が祝日となっているブレシアの守護聖人ファウスティヌスとジョヴィータ兄弟 (Faustinus and Jovita) にちなんで命名された。
2007年2月に福島県で掩蔽が観測された。